# مطار عدنان مندريس
مطار «إزمير» عدنان مندريس (بالتركية: Adnan Menderes Airport) هو مطار دولي تركي يخدم مدينة إزمير وما حولها. سمي المطار على اسم مطار رئيس الوزراء السابق عدنان مندريس.

## نظرة عامة
مطار إزمير الرئيسي يقع على بعد 18 كم جنوب غرب مدينة غازمير على الطريق باتجاه أفسس وسلجوق وباموكالي. تم هندسته من قِبل المهندس جاكوب هازان وتم افتتاحه في سبتمبر 2006، وتمت توسعته في مارس 2014.
خدم المطار سنة 2014 حوالي 10.9 مليون مسافر، 8.3 مليون منهم من السكان المحليين. وقد احتل المطار المرتبة الخامسة من حيث إجمالي حركة المسافرين (بعد مطار أتاتورك، مطار أنطاليا، مطار صبيحة كوكجن، ومطار إسنبوغا)، والرابع من حيث حركة الركاب الداخلية (بعد مطار أتاتورك، مطار صبيحة كوكجن ومطار إسنبوغا).

## صور ذات علاقة

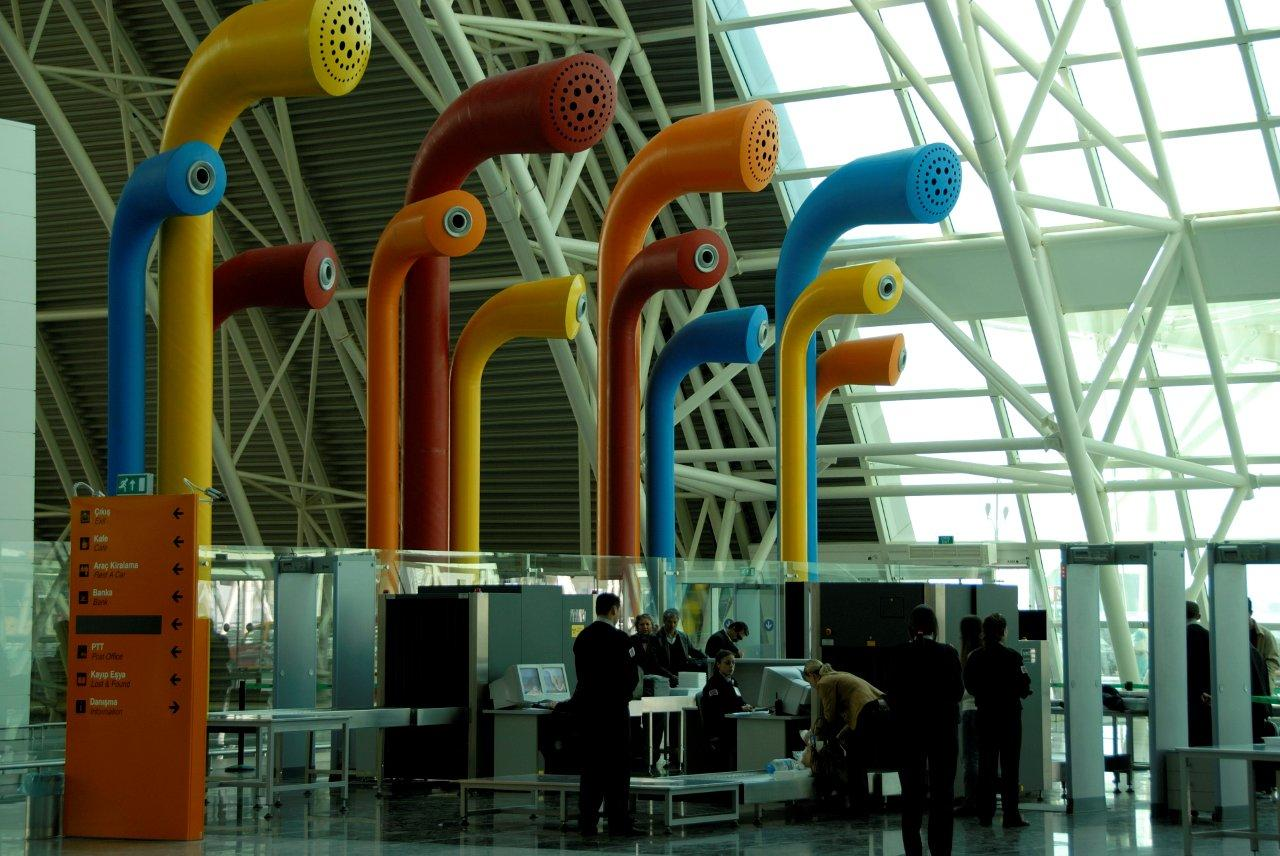
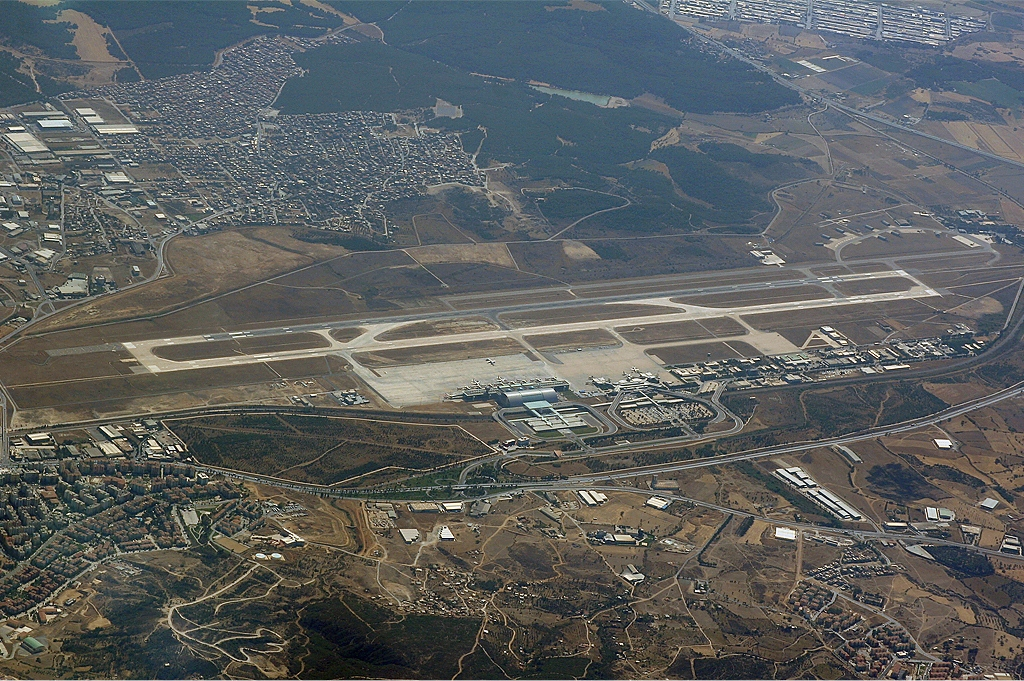
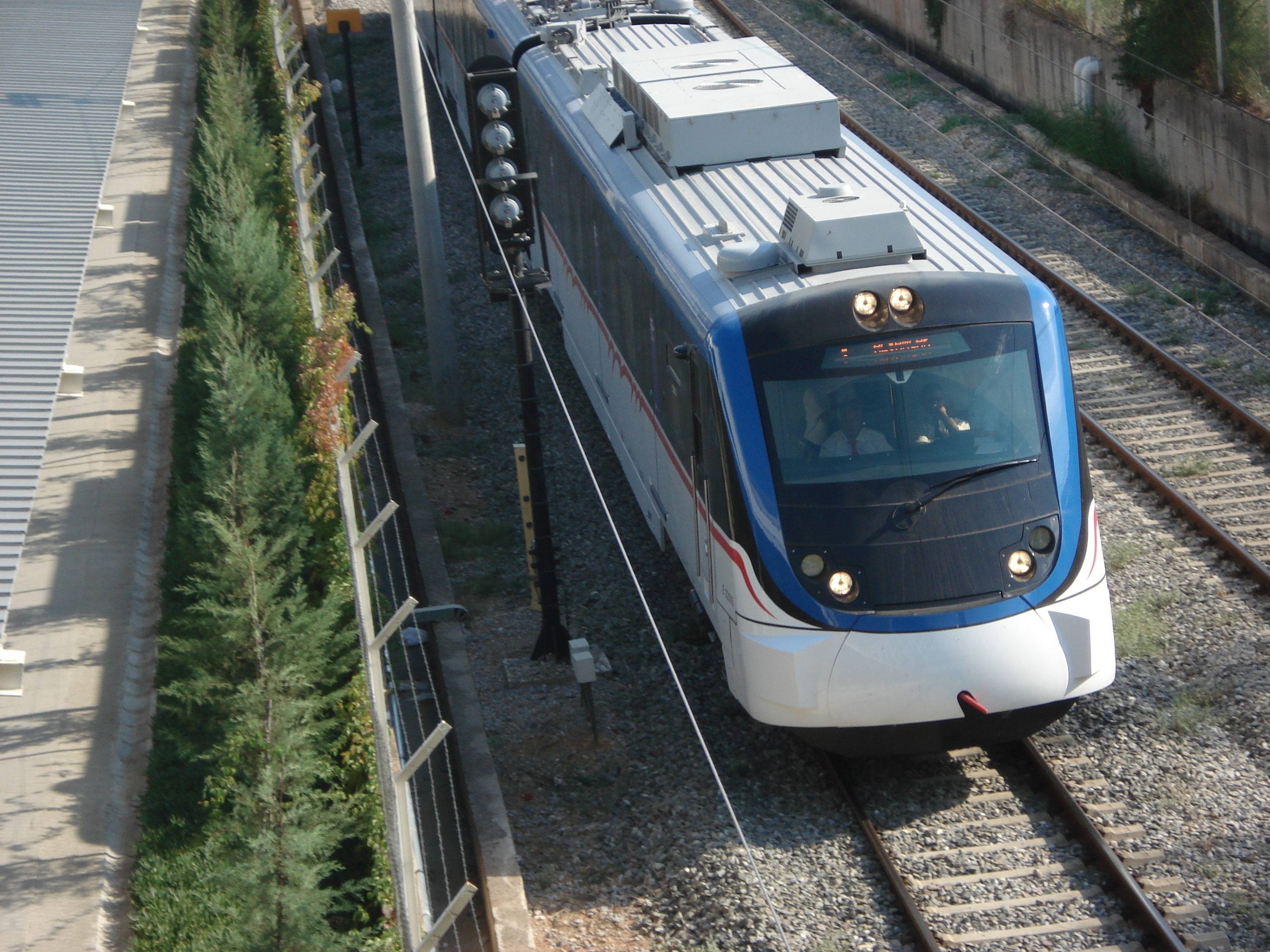

## شركات الطيران

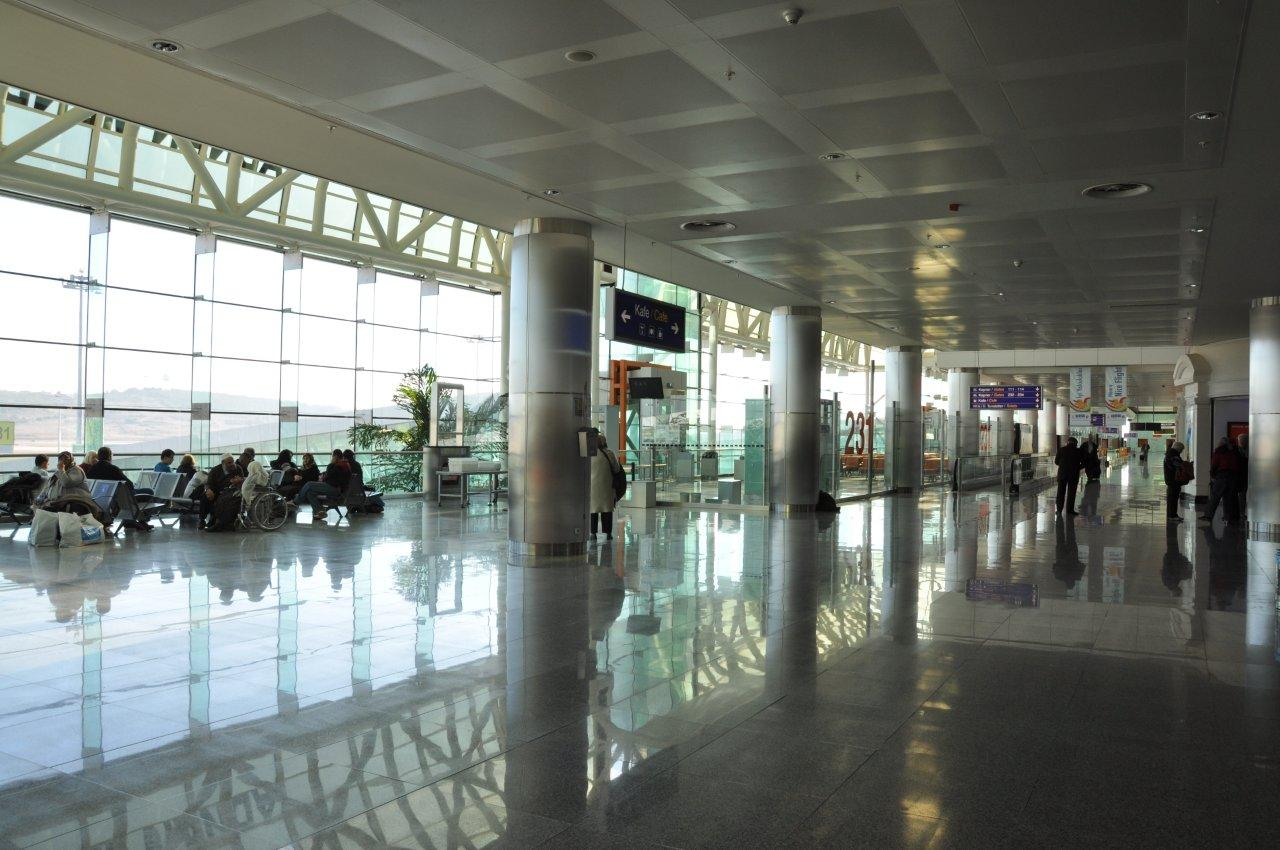
Interior view

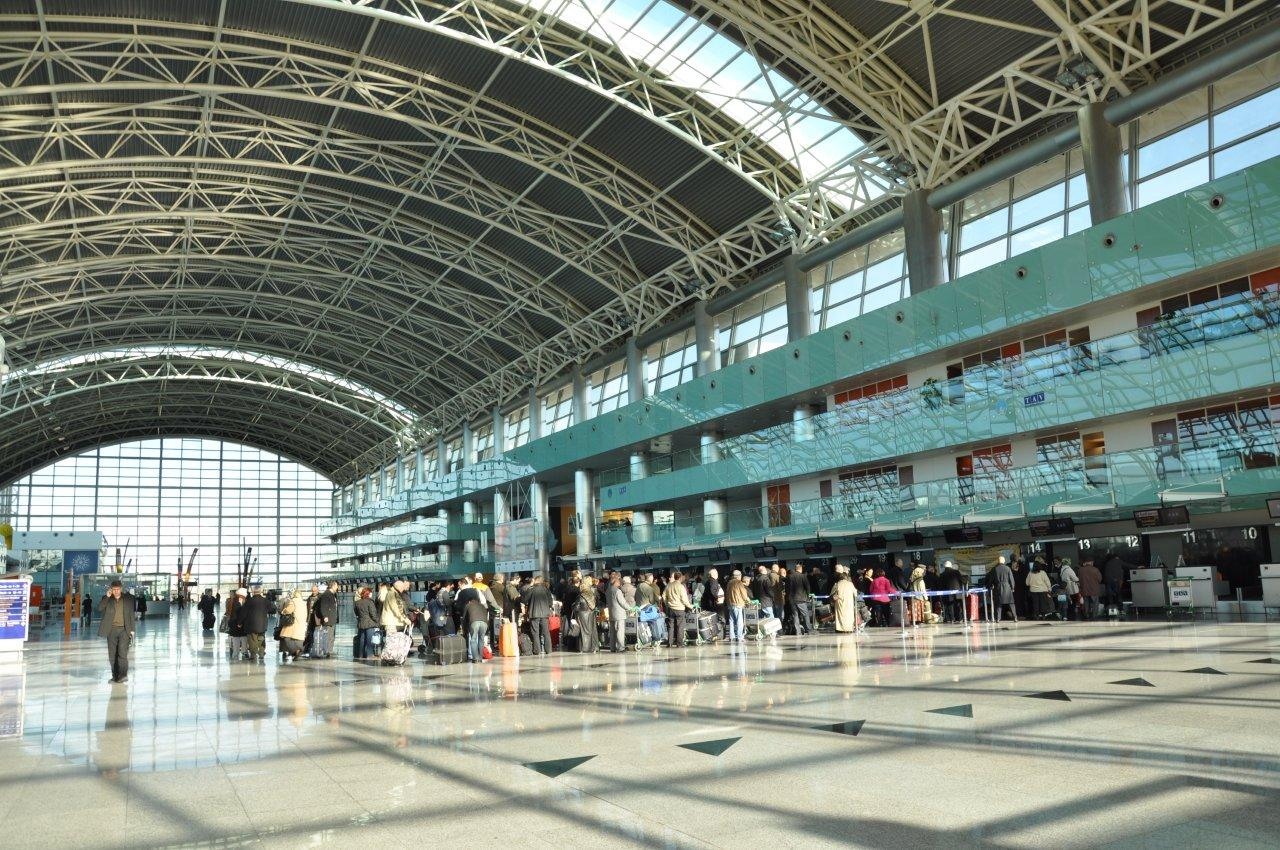
Interior view

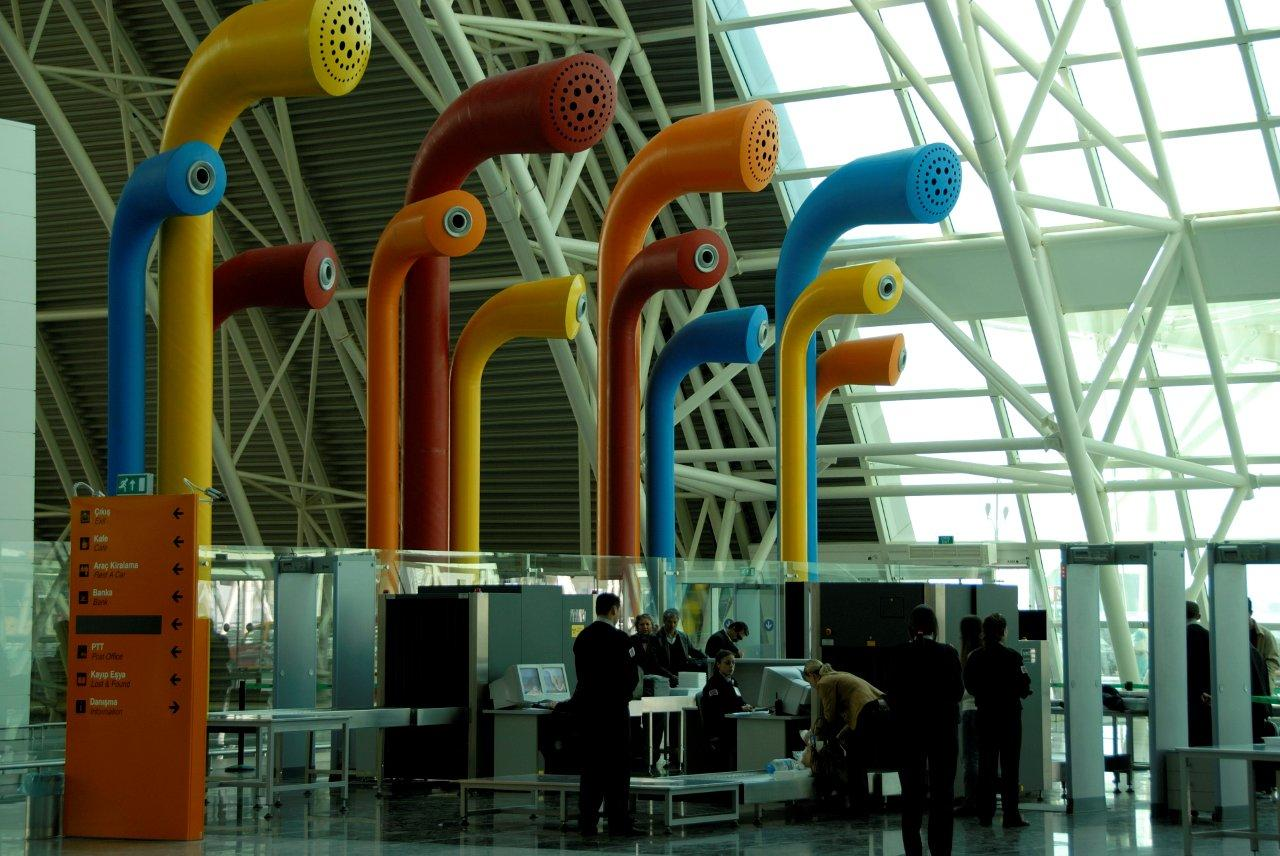
Interior view

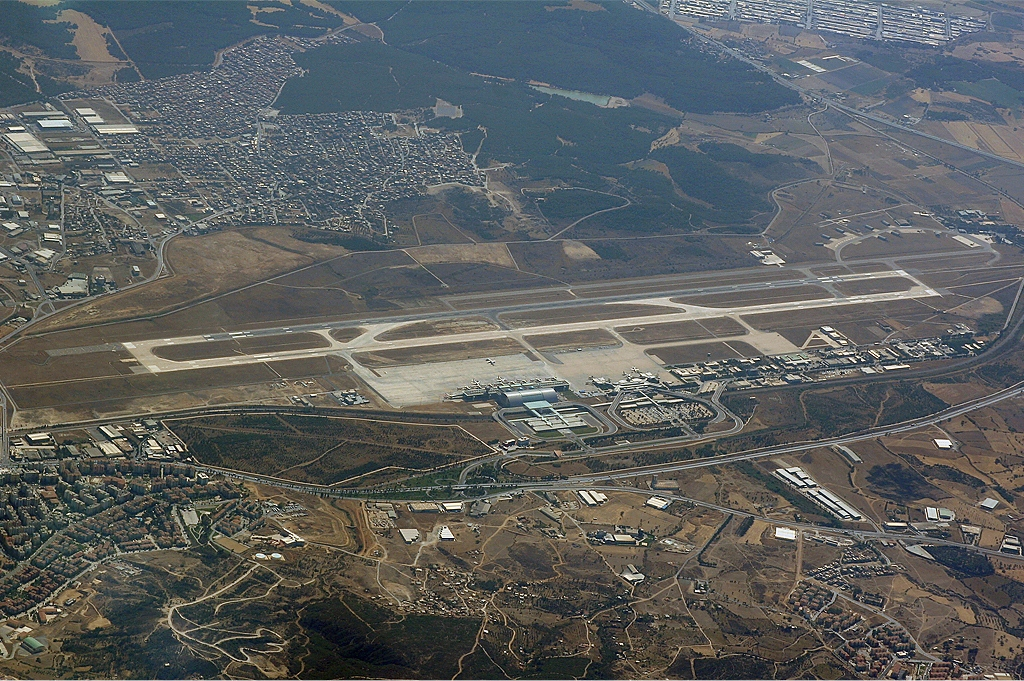
منظر المطار

### الركاب
| شركـات طيـران              | الوجهات |
| -------------------------- | --- |
| طيران إيجيان               | مطار أثينا الدولي |
| أير لينغس                  | موسمي: مطار دبلن الدولي |
| طيران صربيا                | مطار نيكولا تسلا في بلغراد |
| الأناضول جت                | مطار إيسنبوغا الدولي، مطار صبيحة كوكجن الدولي، Şanlıurfa موسمي: مطار أوردو–جيراسون، Tabriz، مطار الإمام الخميني الدولي |
| الخطوط الجوية آتا          | موسمي: مطار الإمام الخميني الدولي |
| الخطوط الجوية الأذربيجانية | موسمي: مطار حيدر علييف الدولي |
| طيران بيلافيا              | موسمي: مطار مينسك الدولي |
| Corendon Airlines          | موسمي: مطار سخيبول أمستردام، مطار برلين براندنبرغ، مطار بروكسل الدولي، مطار كولونيا بون الدولي، مطار دوسلدورف الدولي، مطار فرانكفورت، مطار هامبورغ، مطار هانوفر لانغنهاغن، مطار ميونخ الدولي، مطار نورمبرغ، مطار باريس شارل ديغول، مطار شتوتغارت الدولي، مطار فيينا الدولي |
| إيزي جيت                   | موسمي: مطار ليفربول، مطار غاتويك، مطار لندن لوتن |
| Enter Air                  | موسمي: مطار غدانسك ليخ فاونسا، مطار كاتوفيتشي، Poznań، مطار وارسو فريدريك شوبان |
| يورو وينجز                 | موسمي: مطار كولونيا بون الدولي، مطار دوسلدورف الدولي، مطار شتوتغارت الدولي |
| طيران أديل                 | موسمي: مطار الملك خالد الدولي (تبدأ 23 يونيو 2023) |
| فلاي دبي                   | موسمي: مطار دبي الدولي |
| FlyOne                     | موسمي: مطار كيشيناو الدولي |
| Freebird Airlines          | موسمي: مطار بروكسل الدولي، مطار الأمير محمد بن عبد العزيز الدولي |
| GetJet Airlines            | موسمي: مطار فيلنيوس |
| I-Fly                      | موسمي: مطار فنوكوفو الدولي |
| الخطوط الجوية الإيرانية    | موسمي: مطار الإمام الخميني الدولي |
| إيران آيرتور               | موسمي: Tabriz، مطار الإمام الخميني الدولي |
| آسمان للطيران              | موسمي: مطار الإمام الخميني الدولي |
| جيت تو دوت كوم             | موسمي: مطار برمينغهام، مطار بريستول (تستأنف 27 مايو 2024)، East Midlands ‏، مطار إدنبرة، مطار غلاسكو الدولي، Leeds/Bradford، مطار لندن ستانستد، مطار مانشستر، مطار نيوكاسل |
| خطوط لوت الجوية البولندية  | موسمي: مطار كاتوفيتشي، مطار وارسو فريدريك شوبان |
| لوكس إير                   | موسمي: مطار لوكسمبورغ |
| Nordwind Airlines          | موسمي: مطار شيريميتييفو الدولي |
| خطوط بيغاسوس               | مطار أضنة شاكرباشا، مطار إيسنبوغا الدولي، مطار حيدر علييف الدولي، مطار بازل - ميلوز - فريبورغ الأوروبي، مطار بطمان، مطار كولونيا بون الدولي، مطار دوسلدورف الدولي، Elazığ، مطار إرجان الدولي، مطار أرزنجان، مطار هامبورغ، مطار هاتاي، مطار إسطنبول الدولي، مطار صبيحة كوكجن الدولي، مطار الملك عبد العزيز الدولي، Kayseri، مطار لندن ستانستد، مطار ماردين، مطار موش، Samsun، Şanlıurfa، Sivas، مطار شتوتغارت الدولي، مطار طرابزون الدولي، مطار فيينا الدولي موسمي: مطار الملكة علياء الدولي، مطار برلين براندنبرغ، مطار فرانكفورت، مطار دوموديدوفو الدولي، مطار ميونخ الدولي، مطار نورمبرغ، مطار أوردو–جيراسون، مطار سكوبية الدولي، مطار تبليسي الدولي، مطار بن غوريون الدولي |
| Qeshm Air                  | موسمي: مطار الإمام الخميني الدولي |
| رايان إير                  | موسمي: مطار كاتوفيتشي |
| الخطوط السعودية            | موسمي: مطار الملك عبد العزيز الدولي، مطار الملك خالد الدولي |
| خطوط ترافل سيرفس الجوية    | موسمي: مطار كاتوفيتشي، Poznań، مطار فاكلاف هافيل الدولي، مطار وارسو فريدريك شوبان |
| صن إكسبريس                 | مطار أضنة شاكرباشا، مطار سخيبول أمستردام، مطار أنطاليا، مطار أثينا الدولي (تبدأ 2 يونيو 2023)، مطار بازل - ميلوز - فريبورغ الأوروبي، مطار برلين براندنبرغ، مطار برمينغهام (تبدأ 26 مايو 2023)، مطار بريمن، مطار بروكسل الدولي، مطار كولونيا بون الدولي، مطار ديار بكر، مطار دبي الدولي، مطار دوسلدورف الدولي، مطار أرضروم، مطار فرانكفورت، مطار غازي عنتاب الدولي، مطار هامبورغ، مطار هانوفر لانغنهاغن، مطار هاتاي، مطار إغدير، Kars، Kayseri، مطار قونية، مطار لندن لوتن، مطار لندن ستانستد (تبدأ 29 أكتوبر 2023)، Malatya، مطار ماردين، مطار ميونخ الدولي، مطار نورمبرغ، Saarbrücken (تبدأ 26 مايو 2023)، Samsun، مطار شتوتغارت الدولي، مطار طرابزون الدولي، Van، مطار فيينا الدولي، مطار زيورخ الدولي موسمي: مطار برشلونة الدولي (تبدأ 4 يونيو 2023)، مطار بيروت رفيق الحريري الدولي، مطار ميلاس بودروم، مطار بودابست فرانز ليست الدولي، مطار كوبنهاغن، مطار دورتموند، مطار دبلن الدولي، مطار إدنبرة (تبدأ 29 أغسطس 2023)، مطار آيندهوفن، مطار جنيف الدولي، مطار هلسنكي فانتا، مطار غاتويك (تبدأ 5 يوليو 2023)، مطار ليون سانت إكسوبيري، مطار مانشستر، مطار مارسيليا، مطار مالبينسا، مطار نانت، Oslo، مطار باريس شارل ديغول، مطار بولكوفو، مطار سكوبية الدولي، مطار ستوكهولم أرلاندا، مطار تبليسي الدولي (تبدأ 3 يونيو 2023)، مطار بن غوريون الدولي، مطار البندقية ماركو بولو (تبدأ 4 يونيو 2023) موسمي: Plovdiv |
| ترانسافيا                  | موسمي: مطار باريس أورلي |
| توي للطيران                | موسمي: مطار برمينغهام، مطار غاتويك، مطار مانشستر |
| توي فلاي بلجيكا            | موسمي: مطار بروكسل الدولي، Ostend/Bruges |
| أركي فلاي                  | موسمي: مطار سخيبول أمستردام |
| الخطوط الجوية التركية      | مطار إسطنبول الدولي موسمي: مطار فرانكفورت، مطار الملك عبد العزيز الدولي، مطار الأمير محمد بن عبد العزيز الدولي، مطار ميونخ الدولي، مطار شتوتغارت الدولي |

### الشحن
| شركـات طيـران         | الوجهات |
| --------------------- | --- |
| الخطوط الجوية التركية | مطار إنتيبي الدولي، مطار إسطنبول الدولي، مطار ماستريخت آخن، مطار جومو كينياتا الدولي، مطار الملك خالد الدولي |

## وصلات خارجية
- الموقع الرسمي